# Polibio Fumagalli

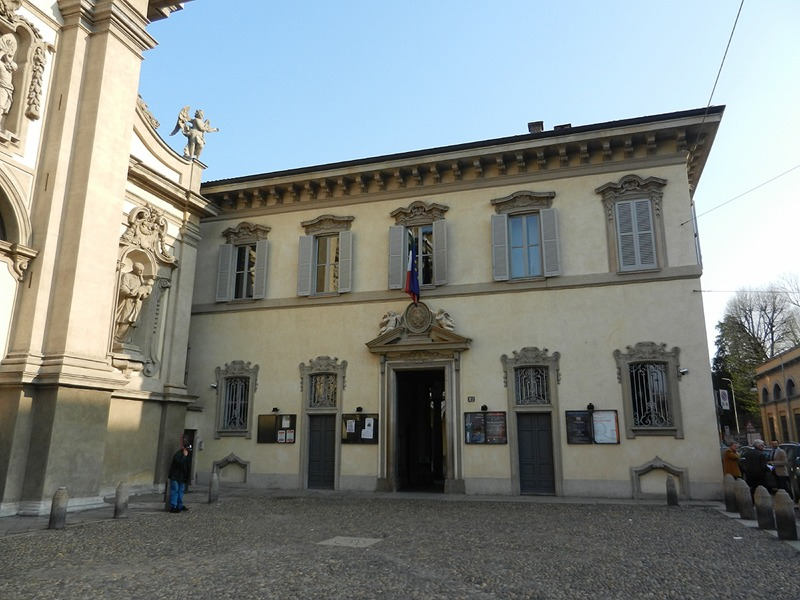
Das Konservatorium Giuseppe Verdi in Mailand

Polibio Fumagalli (* 26. Oktober 1830 in Inzago; † 21. Juni 1900 in Mailand) war ein italienischer Komponist, Organist und Pianist der Romantik.

## Leben und Wirken
Polibio Fumagalli war der Bruder von Adolfo, Carlo, Disma und Luca Fumagalli. Wie seine Brüder begann Polibio sein Musikstudium an seinem Heimatort bei dem Organisten Gaetano Medaglia und ging dann nach Mailand an das Konservatorium, wo er das Fach Klavier bei Antonio Angeleri studierte, außerdem studierte er hier das Fach Flöte. In dieser Zeit wirkte er auch bei einigen Konzerten seines Bruders Adolfo in Mailand und Umgebung mit. Er erwarb im Jahr 1852 das Diplom in den Fächern Flöte und Komposition und wurde im folgenden Jahr Organist und Kapellmeister in Vimercate in der Umgebung von Mailand. Ein weiteres Jahr später bekam er dieselben Ämter an der Kirche San Celso in Mailand, welche er 35 Jahre lang innehatte und erst 1889 aus gesundheitlichen Gründen aufgab. Am Mailänder Konservatorium wurde Polibio 1873 Dozent für das Fach Orgel – eine Position, die er bis zu seinem Lebensende innehatte –, unterrichtete auch privat, veranstaltete Orgelkonzerte in Mailand und Umgebung, leitete Chöre, wirkte als Gutachter für Orgeln und war ein gesuchter Klavierlehrer. Er wirkte auch bei verschiedenen Diskussionsrunden zum Orgelwesen in Italien mit und sorgte im Mailänder Konservatorium für einen Orgelneubau nach seinen Vorstellungen; dieses Instrument wurde 1893 eingeweiht.

## Bedeutung
Mit mehr als 300 Werken war Polibio Fumagalli der produktivste Komponist im Vergleich zu seinen Brüdern. Er schrieb geistliche Musik und Orgelwerke, für Klavier insbesondere Charakterstücke und Fantasien über Opernmelodien, die für Anfänger geeignet sind, darüber hinaus auch Lieder und Werke für Kammermusik, hierunter ein Trio de bravoure (op. 281) für Flöte, Oboe und Klarinette mit Klavierbegleitung. Zu Polibios Schülern gehören Marco Enrico Bossi, Giovanni Tebaldini, Pietro Yon und Luigi Mapelli (1855–1913). Der englische Organist William Thomas Best machte sein Orgelwerk La caccia zu einem Standardwerk der Konzertliteratur.

## Werke (Auswahl)
- Geistliche Vokalmusik
  - 4 Messen (op. 21, op. 249, op. 264 und op. 271)
  - Messa da Requiem für 2 Tenöre, Bass und Orgel op. 270 (Turin 1888)
  - mehrere Tantum ergo und Litaneien
  - 1 Magnificat
- Kammermusik
  - Fantasia originale für Flöte und Klavier op. 7 (Mailand um 1849)
  - Fantasia di concerto sulla Norma für Flöte und Klavier op. 9 (Mailand 1849/50)
  - Il pollo, Scherzo für Flöte und Klavier op. 10 (Mailand 1849/50)
  - Tarantella für Flöte und Klavier op. 12 (Mailand zwischen 1850 und 1854)
  - Gran terzetto für Flöte, Klarinette, Oboe und Klavier op. 40 (Mailand zwischen 1854 und 1857)
  - Trio de bravoure für Flöte, Oboe und Klarinette mit Klavier op. 281
- Klaviermusik
  - Zahlreiche Werke für Klavier auf Opernmelodien, insbesondere von Verdi, hierunter:
  - Sammlung L’aprile delle giovanni pianiste op. 61 (Mailand um 1865)
  - Sammlung Bozzetti teatrali op. 140 (Mailand ohne Jahreszahl)
  - Salonstücke, insbesondere Tänze
  - Werke für Klavier zu vier und zu acht Händen
- Orgelmusik
  - Sonata D-Dur für Orgel solo op. 269 (Moderato, Adagio, Finale)
  - Sonata e-Moll für Orgel solo op. 290
  - Sonata B-Dur für Orgel solo (Andante maestoso - Allegro giusto, Andante religioso, Ultimo tempo)
  - Ascetica Musicale für Orgel solo op. 235
  - Capriccio alla sonata für Orgel solo
  - Emulazione für Orgel solo
  - Marcia villereccia für Orgel solo
  - Ripieno für Orgel solo
  - Scherzino für Orgel solo
  - Tempo di sonata – Breve fantasia für Orgel solo
  - Toccata et Fugue für Orgel solo op. 298
  - weitere Märsche, Sonaten, Präludien und Fugen sowie Etüden für Orgel.

## Ausgaben
- Lorenzo Ghielmi (Herausgeber): Polibio Fumagalli, Sonate für Orgel e-Moll op. 290, Carrara, Bergamo 1992, ISMN M-2157-3995-6.